# Aerosillas El Cadillal
El Complejo de Aerosillas Nuevo Cadillal es un sistema de aerosilla de carácter turístico ubicado en la villa veraniega de El Cadillal, Provincia de Tucumán, Argentina. Este comunica la localidad con el Cerro Medici.

## Historia
Originalmente se hallaba una aerosilla en la zona de la actual construida en 1971, pero luego fue desmantelada. Ya en 2011 comienza la construcción del actual sistema de telesilla, siendo finalizada en 2012 e inaugurada el 6 de abril de ese mismo año. En la apertura participaron el gobernador José Alperovich y el presidente del Ente Tucumán Turismo Bernardo Racedo Aragón.
La obra tuvo un costo de ARS 3 500 000. En 2016 fue inaugurada una confitería en la parte superior del Cerro Medici cercano a la aerosilla y al mirador ubicado en la cima de este.

## Características
El complejo de aerosillas recorre 1200 metros desde El Cadillal hasta ascender a la cima del Cerro Medici, donde se encuentra un mirador y confitería. Así las sillas se elevan hasta los 228 metros de altura, teniendo capacidad para 50 pasajeros y una silla para personas con movilidad reducida. Las sillas fueron traídas desde Suiza pero fueron renovadas en la ciudad de Bariloche.